# Coupe d'Europe des épreuves combinées 2014
Navigation
CE des épreuves combinées 2013 CE des épreuves combinées 2015
La 31e édition de la Coupe d'Europe des épreuves combinées s'est déroulée en 2014 à Toruń en Pologne pour la Super Ligue et à Ribeira Brava à Madère pour les deux autres ligues.
C'est la Russie qui a remporté la Coupe, bien que les Néerlandais aient remporté l'heptathlon avec Nadine Broersen et le décathlon avec Eelco Sintnicolaas.

## Résultats

### Super Ligue
1. Russie 41 159 points
2. Pays-Bas 41 048
3. France 40 761
4. Biélorussie 40 152
5. Estonie 39 015
6. Grande-Bretagne 38 516
7. Suisse 38 076, reléguée en Première Ligue
8. Pologne 36 879, reléguée en Première Ligue

### Première Ligue
À Ribeira Brava, île de Madère, Portugal, qui remplace en avril 2014 la ville de Donetsk.
Adam Sebastian Helcelet remporte le décathlon avec 7 955 points devant son coéquipier Jiří Sýkora encore junior avec 7 927, 3e le Suédois Fabian Rosenquist, 7 844 points, tandis que Eliška Klučinová remporte l'heptathlon, avec 6 191 points.
1. République tchèque 40,384, promue
2. Ukraine 40,056, promue
3. Suède  39,753
4. Espagne 38,962
5. Norvège 38,777
6. Italie 38,032
7. Finlande 37,845, reléguée
8. Portugal 36,686, reléguée

### Seconde Ligue
C'est le Belge Niels Pittomvils qui remporte le décathlon avec un PB à 8 000 points, tandis que la Grecque Sofía Ifadídou gagne l'heptathlon avec 5 806 points.
1. Roumanie 35 532
2. Islande 34 618
3. Turquie 29 968